# Ecdotique
L'ecdotique (du grec ancien ekdidômi « produire au dehors », « éditer ») est la partie de la critique textuelle — ou critique de restitution — qui prépare l'édition d'un texte quand il en existe plusieurs manuscrits ou versions ; l'édition qui en résulte est souvent appelée édition critique. L'ecdotique peut se comparer à la comparaison d'un texte et de ses brouillons ou versions préliminaires ; elle en est le pendant scientifique.

## Histoire
Dans un paragraphe intitulé Comment se prépare une édition de son Manuel de philologie classique (1880), Salomon Reinach écrit :

« La tâche de l'éditeur, dit Tournier, comprend trois parties : le classement des manuscrits, le choix des leçons, la restitution conjecturale des passages altérés.

La détermination de la parenté des manuscrits est le fondement de la méthode ecdotique moderne. Collationner tous les manuscrits d'un auteur, accumuler une énorme quantité de variantes puisées indifféremment à toutes les sources, puis choisir celle qui paraissait s'adapter le mieux au contexte, c'était la méthode des siècles précédents ; et elle a régné encore au commencement du nôtre. Aujourd'hui, l'on commence par classer les manuscrits par familles, par déterminer (au moyen des lacunes ou des fautes communes qu'ils peuvent présenter) quels sont ceux qui ne sont que des copies d'originaux encore existants ; et l'on ne tient compte que des manuscrits archétypes ou dérivant d'archétypes perdus. »

En 1929, dom Henri Quentin utilise le terme dans le titre de son ouvrage Essais de critique textuelle (Ecdotique).

## Étapes
De façon caractéristique, la démarche ecdotique comporte les étapes suivantes :
- étude codicologique ;
- collation des textes de la transmission directe (ceux qui avaient pour but de transmettre le texte étudié) ;
- simplification par élimination des copies dont on possède l'original ;
- construction du stemma codicum, arbre généalogique représentant la transmission ;
- conjectures, étape d'interprétation où intervient la transmission indirecte (citation, emprunt, paraphrase ou traduction).